# Каріна Шадоян
Каріна Шадоян (вірм. Կարինե Շադոյան; нар. 4 березня 1975, Кисловодськ, Ставропольський край, РРФСР, СРСР) — узбецька і вірменська борчиня вільного стилю, бронзова призерка чемпіонату Європи. Перша і станом на березень 2018 року єдина вірменська спортсменка, яка виборола медаль на європейській або світовій першостях.

## Життєпис
Народилася в Кисловодську Ставропольського краю, Росія. Походить з вірменської родини — її бабуся свого часу мешкала в Єревані. У дитинстві займалася плаванням. Через якийсь час тренери запросили дівчину на легку атлетику — вона почала бігати 400 метрів і 400 метрів з бар'єрами. Тренувалася до десятого-одинадцятого класу. Потім тренер почав приходити і запрошувати її на вільну боротьбу — вона не погодилась і декілька років взагалі не займалася спортом, але у віці 22 років вирішила спробувати себе у вільній боротьбі. Вже через півроку поїхала на Кубок Росії і виграла у досить сильної спортсменки Зумруд Курбангаджієвої. У 2005 році стала срібною призеркою чемпіонату Росії. До збірної Росії Каріна не потрапляла і у 2004 році вирішила спробувати пробитися на Олімпійські ігри в Афінах, виступаючи за збірну Узбекистану, але невдало. З 2006 року почала виступи за збірну Вірменії і відразу здобула першу медаль для цієї країни у жіночій боротьбі — на чемпіонаті Європи 2006 року в Москві.
Виступала за спортивний клуб профспілок Єревана. Тренери — Араїк Багдадян, Ельдар Нашмудінов.
Товаришує з російською борчинею Наталією Гольц.

## Спортивні результати на міжнародних змаганнях

### Виступи на Чемпіонатах світу
| Змагання                        | Збірна   | Вагова категорія          | Місце |
| ------------------------------- | -------- | ------------------------- | ----- |
| Чемпіонат світу з боротьби 2006 | Вірменія | жіноча боротьба, до 63 кг | 7     |
| Чемпіонат світу з боротьби 2007 | Вірменія | жіноча боротьба, до 63 кг | 24    |
| Чемпіонат світу з боротьби 2009 | Вірменія | жіноча боротьба, до 67 кг | 18    |
| Чемпіонат світу з боротьби 2014 | Вірменія | жіноча боротьба, до 69 кг | 16    |

### Виступи на Чемпіонатах Європи
| Змагання                         | Збірна   | Вагова категорія          | Місце  |
| -------------------------------- | -------- | ------------------------- | ------ |
| Чемпіонат Європи з боротьби 2006 | Вірменія | жіноча боротьба, до 72 кг | Бронза |
| Чемпіонат Європи з боротьби 2007 | Вірменія | жіноча боротьба, до 67 кг | 7      |
| Чемпіонат Європи з боротьби 2008 | Вірменія | жіноча боротьба, до 72 кг | 8      |
| Чемпіонат Європи з боротьби 2012 | Вірменія | жіноча боротьба, до 72 кг | 19     |
| Чемпіонат Європи з боротьби 2014 | Вірменія | жіноча боротьба, до 69 кг | 10     |

### Виступи на Чемпіонатах Азії
| Змагання                       | Збірна     | Вагова категорія          | Місце |
| ------------------------------ | ---------- | ------------------------- | ----- |
| Чемпіонат Азії з боротьби 2004 | Узбекистан | жіноча боротьба, до 72 кг | 5     |

### Виступи на інших змаганнях
| Змагання                                                        | Збірна     | Вагова категорія          | Місце  |
| --------------------------------------------------------------- | ---------- | ------------------------- | ------ |
| Олімпійський кваліфікаційний турнір з боротьби 2004 (Мадрид)    | Узбекистан | жіноча боротьба, до 72 кг | 15     |
| Турнір Дана Колова — Николи Петрова 2007                        | Вірменія   | жіноча боротьба, до 72 кг | Бронза |
| Олімпійський кваліфікаційний турнір з боротьби 2008 (Едмонтон)  | Вірменія   | жіноча боротьба, до 72 кг | 7      |
| Олімпійський кваліфікаційний турнір з боротьби 2008 (Хапаранда) | Вірменія   | жіноча боротьба, до 72 кг | 14     |
| Київський Міжнародний турнір з боротьби 2011                    | Вірменія   | жіноча боротьба, до 72 кг | Бронза |
| Олімпійський кваліфікаційний турнір з боротьби 2012 (Гельсінкі) | Вірменія   | жіноча боротьба, до 72 кг | 9      |